# Gaston (bande dessinée)
Vous lisez un « bon article » labellisé en 2009.
Pour les articles homonymes, voir Gaston.

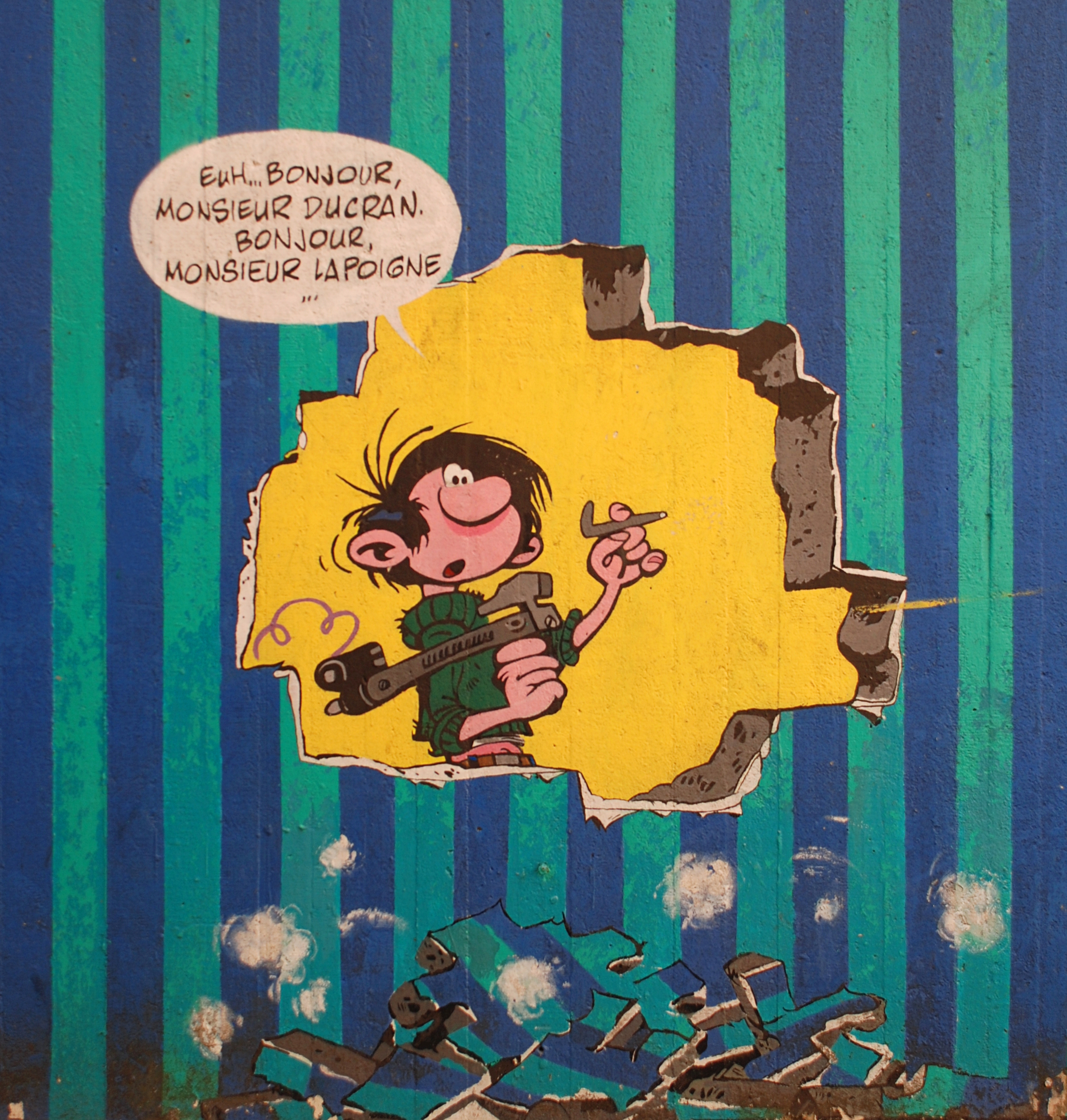
Peinture murale de Gaston Lagaffe dans la rue des Wallons à Louvain-la-Neuve en Belgique.

Gaston est une série de bande dessinée franco-belge humoristique créée en février 1957 par André Franquin. La série met en scène un employé de bureau nommé Gaston Lagaffe travaillant au Journal de Spirou, un grand paresseux qui commet chaque semaine toutes sortes de gaffes, aussi nombreuses (913 au total) que variées : explosions, sabotage des contrats de l'homme d'affaires De Mesmaeker, inventions de machines qui ne sont pas au point et qui provoquent des désastres, etc.
La série est d'abord publiée chaque semaine dans le Journal de Spirou, puis éditée en albums chez Dupuis jusqu'en 1992. Depuis lors, elle est publiée par Marsu Productions, maison monégasque d'édition de bandes dessinées. L'ordre de publication, chronologiquement illogique, de la série originale des albums (0, 2, 3, 4, 1, 5, 6, 7, 8, R1, 9, R2, 10, R3, 11, R4, 12, 13, 14, R0, R5, 15) est dû à la non-réédition des premiers albums de la série sortis au format à l'italienne. Cette décision a amené la série à ne pas avoir de no 5 (au format standard) pendant 20 ans ; c'est là l'origine de la légende de l'album fantôme. En 1997, les planches sont triées chronologiquement et publiées dans 18 albums (plus un dix-neuvième sorti plus tard et inédit dans l'édition originale), constituant ainsi l'édition définitive. Malgré son titre, elle ne signera pas la fin des rééditions car 20 ans plus tard, une nouvelle numérotation en 22 albums (numérotés 0 à 21) est mise en place.
Le supérieur de Gaston est d'abord Fantasio, qui disparaît de la série quand Franquin arrête de dessiner les aventures de Spirou et Fantasio. Il est alors remplacé par Prunelle jusqu'à la fin de la série. Parmi les gags récurrents, il y a le gaffophone, les contrats non signés avec M. de Mesmaeker, le Gaston-Latex-Géant, sa voiture, les appeaux pour animaux (et autres créatures) ou encore la « chimie amusante ». Bricoleur et inventeur remarquable, Gaston conçoit de nombreux dispositifs et machines qui échouent la plupart du temps, souvent à la suite d'une gaffe de son auteur.
En 2018, Dupuis publie une nouvelle version de la série Gaston rangée complètement dans l'ordre de parution des planches dans le journal, accompagnée de nombreux gags inédits, expliquant les vingt et un tomes que comprend la série (plus le tome 0 présentant les premiers dessins de Franquin avant les premiers gags parus dans le tome 1).
Le 17 mars 2022, les éditions Dupuis annoncent, à l'occasion du festival de la BD d'Angoulême, la sortie d'un nouvel album de Gaston dessiné par le québécois Delaf. Le 25 mars 2022, Isabelle Franquin, fille du dessinateur, saisit la justice belge en urgence pour empêcher toute publication d'un nouvel album en faisant valoir les volontés de son père.

## Historique

Titre de la série dans le Journal de Spirou no 985 au no 988

Titre de la série dans le Journal de Spirou no 989 au no 1024 (Sauf no 1000)

Titre de la série dans le Journal de Spirou no 1238 au no 1435

Titre de la série dans le Journal de Spirou no 1472 au no 1565.

Titre de la série dans le Journal de Spirou no 1850 au no 2091 + 2106 et 2107, qui est la reprise d'anciens gags.

Autre titre de la série dans le Journal de Spirou.

Autre titre de la série dans le Journal de Spirou.

Autre titre de la série dans le Journal de Spirou.

### Chronologie
- 28 février 1957, Spirou no 985 : première apparition de Gaston Lagaffe dans le journal de Spirou.
- 13 juin 1957, Spirou no 1000 : premier gag de Gaston dans le journal de Spirou.
- 5 décembre 1957, Spirou no 1025 : annonce de Fantasio sur la publication hebdomadaire de Gaston Lagaffe sous forme de gag en bas de page. Première planche dès la semaine suivante.
- 27 février 1958, Spirou no 1037 : Gaston présente la série phare sur la couverture et, pour la première fois, prononce sa célèbre phrase : « C'est la dernière fois que je présente une première page ! »
- 17 mars 1960, Spirou no 1144 : première apparition de M. De Mesmaeker.
- 20 octobre 1960, Spirou no 1175 : début du feuilleton de la vache.
- 4 janvier 1962, Spirou no 1238 : les gags de Gaston font la couverture du journal et passent en demi-planche.
- 22 mars 1962, Spirou no 1249 : première apparition de Longtarin.
- 19 juillet 1962, Spirou no 1266 : première apparition de Prunelle et Lebrac.
- 16 août 1962, Spirou no 1270 : première apparition de Jules-de-chez-Smith-en-face.
- 15 novembre 1962, Spirou no 1283 : première apparition de Mademoiselle Jeanne.
- 5 septembre 1963, Spirou no 1325 : premier gag de la série Le bal à Gaston.
- 21 octobre 1965, Spirou no 1436 : premier rédactionnel de la série En direct de la rédaction.
- 14 juillet 1966, Spirou no 1474 : premier gag pleine page.
- 21 septembre 1967, Spirou no 1536 : début de la guerre des boîtes.
- 29 janvier 1970, Spirou no 1659 : 600e planche de Gaston.
- 8 avril 1971, Spirou no 1721 : dernière apparition de Fantasio dans « Gaston ».
- 27 septembre 1973, Spirou no 1850 : premier ancien gag repris dans la série Coin des classiques.
- 1er novembre 1979, Spirou no 2168 : début de la guerre des parcmètres.
- 1982 : parution de l'album La saga des gaffes, dernier album de Gaston paru chez Dupuis. La dernière page comporte le mot "fin". À ce moment-là, Franquin ralentit considérablement sa production de nouveaux gags de Gaston.
- 25 juin 1991, Spirou no 2776 : dernière planche inédite.
- 1996 : parution de l'album Gaffe à Lagaffe ! chez Marsu Production avec de nombreuses planches inédites.
- 5 janvier 1997 : décès de Franquin.
- 1999 : Quatre planches inédites (dont une inachevée) dans Gaston 19.
- 2018 : Dupuis sort tous les gags de Gaston triés par planche dans l'ordre de parution dans le journal Spirou, accompagnés de nombreux inédits, en 22 albums allant du tome 0 au 21. Le tome 0 (Les archives de Lagaffe) ne comporte que les premiers dessins de Gaston, tandis que les premiers gags en demi-planche apparaissent dans le tome 1 (Premières gaffes). Néanmoins, l'ordre et la cohérence des albums ne sont pas respectés (les planches de la vache qui comportent un gag avec De Mesmaeker sont placés avant le gag de la première rencontre avec De Mesmaeker) et certaines planches comme le gag 52 et celui de l'arrivée de la vache (présente en couverture du tome 2) disparaissent.
- 2023 : Reprise de Gaston par Delaf.

### La création de Gaston

#### Naissance
André Franquin donne naissance à Gaston Lagaffe au cours de l'année 1957.
À l'époque, il dessine dans le Journal de Spirou la série Spirou et Fantasio, les illustrations du rédactionnel automobile Starter, ainsi que de la plupart des couvertures du magazine. De plus, il produit chaque semaine dans le Journal de Tintin une planche de la série Modeste et Pompon.
Il a alors l'idée de créer un personnage de bande dessinée qui n'en serait pas un, un personnage qui n'aurait aucune qualité, qui serait bête, pas fort et moche, un « héros sans emploi ». Il soumet l'idée à Yvan Delporte, alors rédacteur en chef de Spirou, qui la trouve excellente. À cette époque, Delporte encourage les membres de son équipe à collaborer. Dès qu'un auteur comme Franquin, Peyo, Will ou Roba est « bloqué » dans une histoire, il fait appel aux autres membres de l'équipe. Delporte se trouve au centre de cette collaboration et ses avis sont toujours très importants. Au départ, ce personnage qui émerge de la tête de Franquin est uniquement là pour faire de l'animation « à la petite semaine » dans le Journal de Spirou.
La forme graphique de Gaston est élaborée par Franquin, alors que sa personnalité est créée avec l'aide d'Yvan Delporte. Le nom de Gaston, lui aussi, est trouvé par Delporte, d'après celui de l'un de ses amis — un certain Gaston Mostraet, qui était gaffeur lui aussi. Ce que Franquin oublie au moment du « baptême » de son nouveau personnage, c'est que son beau-père porte le même prénom : ce choix lui posera plus tard quelques problèmes familiaux.

#### Les débuts dans le journal de Spirou
Gaston fait son entrée à Spirou le 28 février 1957, dans le no 985. Cette première apparition n'est accompagnée d'aucun mot d'explication ni de titre : ce n'est qu'un dessin en noir et blanc dans un quart supérieur de la page, entouré de traces de pas, où le personnage se tient timidement devant une porte ouverte sur laquelle est écrit « Spirou rédaction ». Il porte des cheveux courts et lisses, un pantalon noir à revers, une veste, une chemise blanche et un nœud papillon qu'il réajuste nerveusement. Il a la bouche légèrement ouverte, ce qui sera effacé par erreur dans les publications en albums, les correcteurs pensant qu'il s'agit d'une tache d'encre,.
La semaine suivante, toujours un seul dessin, un titre Gaston et les traces de pas l'accompagnant. Plus détendu, il se tient les mains dans les poches devant la porte fermée de la rédaction. S'il garde le même costume que la semaine précédente, sa veste par contre est déboutonnée. Il regarde autour de lui, un petit sourire aux lèvres.
Sept jours plus tard, dans le Spirou no 987, il laisse tomber le costume pour ses légendaires vêtements. Seules les espadrilles manquent : pour l'instant il a gardé les chaussures des semaines précédentes. Assis sur une chaise, l'air nonchalant, il allume sa première cigarette.
Les semaines suivantes, le mystère s'épaissit. Dans le Spirou no 989, un communiqué de Fantasio (écrit par Yvan Delporte) met en garde contre ce personnage « Attention ! Depuis quelques semaines, un personnage bizarre erre dans les pages du journal. Nous ignorons tout de lui. Nous savons simplement qu'il s'appelle Gaston. Tenez-le à l'œil ! Il m'a l'air d'un drôle de type. » Puis, la semaine suivante, c'est le célèbre dialogue entre Gaston et Spirou :
– Qui êtes-vous ?

– Gaston.

– Qu'est-ce que vous faites ici ?

– J'attends.

– Vous attendez quoi ?

– J'sais pas… J'attends…

– Qui vous a envoyé ?

– On m'a dit de venir…

– Qui ?

– Sais plus…

– De venir pour faire quoi ?

– Pour travailler…

– Travailler comment ?

– Sais pas… On m'a engagé…

– Mais vous êtes bien sûr que c'est ici que vous devez venir ?

– Beuh…
Gaston devient cependant partie intégrante du journal, où il est présenté comme une sorte de personnage surnuméraire (le « héros sans emploi ») que l'on ne parviendrait à intégrer dans aucune série. Avant d'avoir sa propre série officielle, il est représenté dans le journal sous forme de dessin dans les marges, ou bien rajouté dans diverses rubriques dont il bouleverse parfois la mise en page. Les gaffes commencent dès le numéro suivant son dialogue avec Spirou (no 991) : sur un dessin en deux pages, Gaston renverse de l'encre sur le courrier de la semaine.
Au cours des semaines suivantes Gaston effectue plusieurs tâches au sein de la rédaction. Dans le Spirou no 992, il est coursier à vélo mais, victime de trois accidents, il rentre à pied et couvert de bleus. Dans le no 994, il travaille aux rotatives où il arrive à fourrer son doigt entre deux cylindres. La semaine d'après, il perturbe pour la première fois le journal, où il sape la rubrique rédactionnelle le Fureteur en glissant sa tête au moment de la photographie de la page. Et ce n'est que le début : il remplace ensuite le nom du journal par le sien, il tache plusieurs chroniques ou les fait même exploser, grâce à la boite de « chimie amusante ». Dans le no 1003, il laisse échapper les souris blanches de son élevage, qui se retrouvent alors sur presque toutes les pages du journal.
La première planche de gag de Gaston est publiée dans le no 1000 de Spirou : sur la couverture de ce numéro, Franquin dessine 999 têtes de Spirou et une seule de Gaston. À l'époque, Franquin dessine le personnage et trouve les idées de gag avec Yvan Delporte, mais quand tous deux arrivent au bout des fantaisies qu'ils peuvent imaginer à travers les pages du journal, ils décident d'attribuer à Gaston sa propre bande dessinée.

### Des bas de page aux demi-planches

#### Jidéhem
L'annonce de l'apparition en bande dessinée de Gaston intervient dans le no 1025 du Journal de Spirou, et c'est Fantasio qui s'en charge. Dès le commencement de la série, Jidéhem, qui vient d'intégrer l'atelier de Franquin, aide beaucoup ce dernier avec le dessin. Alors âgé de vingt-deux ans seulement, Jidéhem est arrivé à Spirou envoyé par Charles Dupuis. Il a auparavant travaillé avec Greg et Maurice Tillieux dans le journal Héroïc-Albums, jusqu'à ce que ce dernier fasse faillite.
En ce qui concerne le dessin du personnage, Franquin fait un crayonné assez poussé, voire très poussé, et Jidéhem encre presque toute la page. Dans l'esprit de Franquin, Gaston est une série destinée à être reprise par Jidéhem, mais celui-ci avoue un jour à l'auteur que « Gaston, finalement, je ne le sens pas : il est trop souple pour moi ! ». Franquin garde alors Gaston pour lui-même, Jidéhem se contentant de dessiner les décors. Les idées sont entièrement trouvées par Franquin, sauf pour un unique gag trouvé par Jidéhem.
Jidéhem inspire quelques traits de caractère de Gaston : les « Bof » et « M'enfin » viennent de la façon de parler de Jidéhem à l'époque, et, quand Franquin raconte les gags de Gaston, il prend la voix de son assistant. Jidéhem donne également son nom à un des personnages de la série, puisque « Jidéhem » est l'acronyme des initiales de son vrai nom, « Jean De Mesmaeker ».
Après deux années passées dans les bas de pages du journal de Spirou, Gaston passe en demi-planche dans le no 1119 du 24 septembre 1959. Mais dans le no 1183 du 15 décembre 1960, coup de théâtre, Gaston est licencié et disparaît du journal de Spirou.

#### La vache et le Gaston
Tout commence sur la couverture du no 1175 du journal de Spirou daté du 20 octobre 1960. Gaston fait entrer une vache dans la rédaction, en disant : « Avec ça, je serai vite le champion des brigadiers M ». En fait, il s'agit là d'une campagne pour le lait en Belgique, à laquelle participent beaucoup de personnalités belges comme Hergé, Jacques Brel ou le père Dominique Pire (prix Nobel de la paix en 1958) et, bien sûr, Franquin. Les lecteurs français, non concernés par la campagne, trouvent eux la phrase : « Elle est bien, hein ! Et comme laitière, il paraît qu'elle est championne. »
« Inouï ! il y a une vache dans les bureaux de la rédaction ! », commente le journal. Pas si incroyable que ça, l'histoire est tout à fait authentique. Sur une proposition de Franquin, Dupuis acheta une vache qu'il garda un an et demi, l'artiste ne se décidant pas à la dessiner. La vache eut même un veau, et Dupuis finit par les vendre tous deux. Il dut pourtant en racheter une seconde quand, quelques mois plus tard, Franquin se décida enfin à la dessiner. La vache fut gagnée peu après lors d'un concours.
Après plusieurs semaines dans la rédaction (et de nombreux gags), la catastrophe se produit : de retour d'un voyage d'affaires, M. Dupuis tombe nez à nez avec la vache dans ses locaux et congédie Gaston sur-le-champ. L'éditorial est signé Yvan Delporte, sous la plume de Fantasio : « Après avoir hâtivement rassemblé ses objets personnels, Gaston Lagaffe s'en est allé, l'oreille basse, son Gaston géant en latex sous le bras avec le sentiment profond d'être la victime d'une monstrueuse incompréhension. » Gaston disparaît donc du journal pendant une courte période. Par la suite, Fantasio donne des nouvelles du « héros-sans-emploi ». Dans le no 1185, il dit « l'avoir croisé dans la rue tout triste. » Dans le numéro suivant, Fantasio prend les choses en main et demande aux lecteurs du journal de Spirou d'écrire à l'éditeur pour « sauver Gaston. » La semaine suivante, on apprend que « des milliers de lettres en faveur de Gaston » sont déjà arrivées à la rédaction du journal.
Finalement, dans le numéro suivant, le no 1188, l'éditeur cède et réembauche Gaston. La nouvelle est publiée sous forme d'un faire-part de décès. Le retour de Gaston se fait dès le numéro suivant, annonce faite sur la couverture, avec un Gaston qui promet à Fantasio de ne plus jamais être en retard pour le courrier. Le premier boulot de Gaston est justement de répondre aux sept mille lettres de soutien envoyées à la rédaction. Dans le no 1190, Gaston lui-même déclare qu'il répondra personnellement aux milliers de lecteurs qui ont écrit pour réclamer son retour.

#### Le Gaston-Latex géant
Dans l'album Les Gaffes d'un gars gonflé, dans la planche no 118, Gaston emporte dans son bureau une réplique de sa propre personne en latex de grandeur nature. Le principe des gags est de faire passer la figurine en latex pour son modèle. La présence du Gaston-latex-géant dans les locaux du journal fait d'avantage irriter Fantasio qui l´a souvent confondu pour le vrai Gaston, même M. De Mesmaeker, les autres employés de la rédaction du journal de Spirou et aussi ceux qui sont à l'extérieur de l'immeuble du journal sont aussi victimes des gags par la figurine géante.

#### Une série qui s'étoffe
La série se développe de plus en plus, et de nouveaux personnages font leur apparition. M. De Mesmaeker apparaît dans le gag 109 : c'est Greg qui souffle à Franquin l'idée de créer un homme d'affaires. Mais c'est au cours de l'année 1962 que sont créés les personnages qui deviendront plus tard des piliers de la série.
L'agent Longtarin (Lontarin au début) est créé dans le gag 191, il ne porte à ce moment-là pas encore de nom, et il faudra attendre plusieurs années avant qu'il ne devienne un personnage récurrent de la série. Viennent ensuite Yves Lebrac et Léon Prunelle, créés en même temps dans le gag 207, : ce ne sont au départ que de simples membres de la rédaction, et il faudra attendre le départ de Fantasio, quelques années plus tard, pour qu'ils jouent un véritable rôle dans la série. Après eux, c'est Jules-de-chez-Smith-en-face qui est créé, bien qu'il ne soit pas visible pour sa première apparition : en effet, à ses débuts, c'est un personnage qu'on ne voit jamais, et qui aide Gaston à commettre des gaffes par téléphone ou en communiquant d'une fenêtre à l'autre. Sa première apparition visible a lieu dans le gag 458, lors de sa cinquième intervention. Enfin, dans le gag 224, c'est au tour de Mademoiselle Jeanne d'apparaître dans la série, presque par hasard, juste pour les besoins d'un gag : Gaston a besoin de sa queue de cheval pour son costume de bal masqué.
Dans le Spirou no 1312, Franquin et Delporte inventent une rédaction fictive dans un rédactionnel intitulé « Spirou, comment c'est fait ? », où sont présentés tous les personnages de la série travaillant pour le journal, avec leur nom complet et leur fonction dans la rédaction. Ce rédactionnel est, pour certains personnages de la série, le seul endroit où l'on découvre leur véritable nom, prénom ou fonction. On y apprend d'ailleurs que la fonction de Gaston est « ... ? ».
En 1963, Franquin tombe malade. En repeignant la cabane de son jardin, il utilise sans aérer la pièce un produit dont l'inhalation est nocive. L'hépatite va se doubler d'une remise en question professionnelle. Alors que QRN sur Bretzelburg (QRM sur Bretzelburg à l'époque de la publication dans Spirou) disparaît du sommaire du journal, Gaston est, lui, toujours au rendez-vous chaque semaine, malgré les recommandations des médecins qui conseillent à Franquin un repos complet. Mais celui-ci aime trop son métier pour l'arrêter définitivement.

### Le passage au format standard

#### Un albumno1 en faitno5 et début de la pagaille

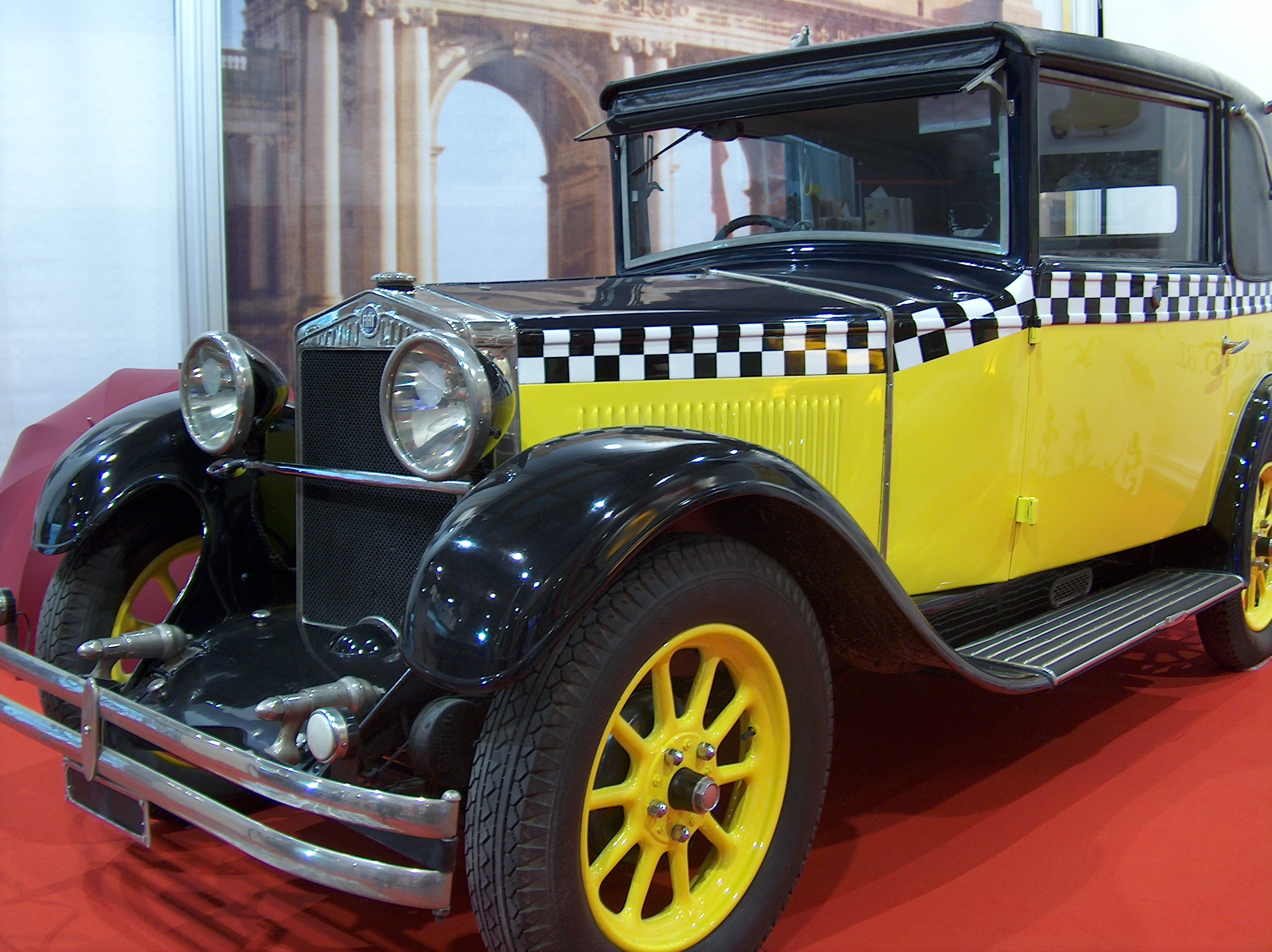
Fiat repeinte aux couleurs de celle de Gaston exposée au salon de l'automobile de Bruxelles en 2006.

En 1966, les services commerciaux de Dupuis sortent un album no 1 de Gaston, Gare aux gaffes, censé être une réédition de l'album Gaston sorti six ans auparavant. Il contient en fait des gags plus récents, publiés les semaines précédentes dans Spirou. Cette décision anodine, prise pour donner une cohérence commerciale à la série, sera à la base d'une belle pagaille dans la numérotation des futurs albums.
Cet album constitue pourtant une étape importante de la série. Pour la première fois dans une bande dessinée destinée à la jeunesse, un sentiment amoureux est sous-entendu entre deux personnages. C'est aussi l'arrivée de la Fiat 509, rapidement redécorée par Gaston avec des grilles de mots croisés pour lui donner un air plus sport, voiture qui permettra aussi une exploitation plus poussée du personnage de Longtarin apparu peu avant. Gaston adopte un nouvel animal, un homard sauvé de l'ébouillantage.
Le véritable album no 5, Les gaffes d'un gars gonflé, sort l'année suivante. Gaston sort de plus en plus de la rédaction pour découvrir le monde extérieur. C'est aussi la période de la contre-culture de la jeunesse dont Gaston, apparu dix ans plus tôt, semble être un précurseur.
Le gag 414 sera le dernier en demi-planche avant une dizaine d'années, où désormais les gags font une page entière à quelques exceptions près. Il faudra attendre le gag 794 pour voir le retour en gag en demi-planche.

#### La disparition de Fantasio
Le passage de Gaston au format standard pleine page est vite suivi par l'abandon de Spirou et Fantasio par Franquin. Ce dernier éprouve en effet de plus en plus de lassitude à animer Spirou, dont il n'est pas le créateur (il a été inventé, entre autres, par Jean Dupuis et Rob-Vel) et auquel il ne peut pas faire faire ce qu'il souhaite car le héros-groom appartient légalement aux éditions Dupuis. Parallèlement, Franquin s'enthousiasme de plus en plus pour le personnage de Gaston, avec lequel il jouit de toute sa liberté.
La dernière histoire de Spirou et Fantasio par Franquin s'intitule Panade à Champignac. Le début de l'aventure se situe dans l'univers de Gaston, ce dernier étant même la cause du départ de Fantasio pour Champignac. La seconde aventure de l'album, intitulée Bravo les Brothers, se déroule entièrement dans l'univers de Gaston.
Lorsque Franquin décide d'abandonner définitivement la série Spirou et Fantasio à Fournier en 1969, Fantasio cesse d'apparaître régulièrement dans Gaston, l'auteur ne souhaite pas que deux versions du même personnage par deux dessinateurs coexistent dans le journal de Spirou. Pour le remplacer, Franquin met au premier plan un personnage apparu depuis longtemps dans la série mais jusqu'ici confiné à un second rôle, un certain Léon Prunelle. Désormais, le rôle de Fantasio est réduit à celui de touriste, jusqu'à disparaître définitivement de la série. La couverture de l'album no 6 Des gaffes et des dégâts illustre parfaitement ce changement : Gaston, en touchant une corde d'un Gaffophone miniature, fait tomber du mur un portrait de Fantasio dont le sous-verre se brise en touchant le sol, comme s'il n'était déjà plus qu'une image du passé.
Or entre-temps, Jidéhem, l'assistant de Franquin depuis les débuts de Gaston, prend son envol pour animer sa propre série, Sophie, dont il est le créateur : par conséquent, Franquin se retrouve seul face aux décors de Gaston, alors que cela fait longtemps qu'il ne les dessine plus lui-même. En effet, jusqu'à cette période, que ce soit pour Gaston ou pour Spirou et Fantasio, ses assistants — Roba, Will ou Jidéhem — le secondaient, afin de répondre aux contraintes et aux délais de production. Ce retour aux sources imprévu lui permet donc de s'exprimer totalement dans le dessin : le décor n'est désormais plus fonctionnel, il participe au gag.
Franquin, débarrassé de Spirou, peut donner libre cours à son imagination.

### L'âge d'or de la série
Franquin, désormais libre de tout autre engagement, peut se consacrer entièrement à Gaston et cela se traduit notamment par les inventions loufoques du personnages, déjà présentes du temps de Fantasio, mais qui désormais prennent davantage d'importance.
Parmi les créations les plus marquantes signées par le célèbre gaffeur tout au long de sa carrière, la plus célèbre est le gaffophone, instrument de musique dont la puissance est source de nombreux soucis au sein de la rédaction. Parmi ses autres inventions, on peut citer le cosmo-coucou (« L'horloge en avance sur son temps »), inventé en pleine guerre de l'espace entre Américains et Soviétiques, qui est une horloge murale sous forme de réplique exacte de la capsule Apollo dont le cosmonaute sort toutes les heures comme un coucou suisse ; il permet à Gaston et M. De Mesmaeker de signer un contrat pour une fabrication en série. Mais également le Mastigaston qui permet de mâcher sans se mordre les joues, la piste de ski pour escalier, la machine à jouer du bilboquet (qui finit par se suicider) ou encore l'insecticide qui fait fondre les vêtements.
« Je suis un bricoleur refoulé. Je bricole donc par Gaston interposé », dit Franquin. Gaston lui permet de toucher à toutes les disciplines scientifiques ou technologiques. Franquin est un perfectionniste, il invente par l'intermédiaire de Gaston des machines complètement loufoques, mais des machines qui pourraient quand même fonctionner. « J'aime bien la crédibilité, le gag porte mieux. Si Gaston invente une machine, je dois l'étudier pour que le lecteur n'y puisse rien détecter qui devrait l'empêcher de marcher, sinon je ne serais pas content. » Une des plus loufoques de ces inventions, la « main-fauteuil », est née des lectures de jeunesse de Franquin, en l'occurrence la bande dessinée américaine Smokey Stover, où les personnages s'asseyaient dans de grandes mains.
Une autre création de Franquin est le renouvellement de l'onomatopée. Traditionnellement pour contourner la censure, les auteurs de bande dessinée utilisaient des injures purement graphiques, un nuage noir traversé d'un éclair, une tête de mort, un singe ou un cochon. Franquin, lui, invente le juron-onomatopée, le premier est poussé par Prunelle dans la planche 564 « Grrdidjiiii ! ». Cette première tentative est suivie à la planche 569 du désormais légendaire « Rogntudju ! » qui reste comme le juron préféré de Prunelle. Celui-ci devient ainsi le premier personnage de bande dessinée à jurer ouvertement sans que la censure puisse s'y opposer.
La ménagerie de Gaston s'agrandit de deux nouveaux pensionnaires qui deviennent récurrents dans la série, le chat dingue et la mouette rieuse. Apparus ensemble dans la planche 613, ils ne veulent plus quitter Gaston, le chat depuis qu'il a goûté la cuisine du héros, la mouette après avoir passé l'hiver dans la rédaction. Pour ce qui est du graphisme du chat, Franquin s'est inspiré de son propre chat, César, avec quelques influences de chats de dessins animés comme le chat de la Metro-Goldwyn-Mayer ou Grosminet. Le chat César a même inspiré plusieurs gags, comme le gag de la ficelle déroulée dans toute la pièce : c'est l'épouse de Franquin qui en rentrant un jour découvrit que César, en jouant avec un rouleau cylindrique de ficelle, l'avait déroulé et noué dans tous les pieds de tables, chaises et fauteuils. Le choix du second animal de Gaston est plus surprenant, c'est en se promenant aux Étangs d'Ixelles que Franquin opta pour une mouette ; cet animal capable de déprimer les gens uniquement avec son air de mauvaise humeur et qui pique des crises de colère en distribuant à tout le monde des coups de bec sur le crâne est une source récurrente de gags. Graphiquement, Franquin, bien qu'y prenant un certain plaisir, a toujours eu du mal à la dessiner correctement. Contrairement aux animaux précédents (hérisson, perroquet, vache, lionceau, homard) qui disparurent au bout de quelques gags, la mouette et le chat restèrent jusqu'à la fin, Franquin pensa que leur aspect trop banal serait remarqué[pas clair] en cas de disparition soudaine de la série et que la personnalité de Gaston pourrait s'en trouver changée.
Nouvelle révolution dans la bande dessinée à la planche 658, la signature de l'auteur participe désormais pleinement au gag. Gaston teste une nouvelle invention, la cigarette-alcootest qui finit par lui exploser à la figure. Sous la dernière case, à la place de la signature, se trouve une espadrille de Gaston brûlée. Un premier essai avait déjà eu lieu lors de la planche 644 où Franquin avait signé « Franqrrrheuh ». Cette signature spéciale, Franquin en a l'idée depuis l'époque de Jidéhem, où Franquin avait imaginé donner vie à leurs deux signatures qui se battent jusqu'à s'esquinter mutuellement. Cette idée de signature-gag vient du fait que Franquin craignait toujours de ne pas faire rire : il rajoutait en conséquence des gags pour être sûr. De même, dans le décor, il rajoute parfois un nom comique en arrière-plan (une moto de la marque « Sapetoku » ou un petit chien). Franquin pensait toutefois cette trouvaille trop facile et craignait que le lecteur ne s'en lasse rapidement. Aussi a-t-il cherché en vain une idée pour la remplacer, idée qu'il ne trouva jamais.

### La vie en dehors de la rédaction
De plus en plus fréquemment, Franquin balade Gaston en dehors de la rédaction. L'album Gaffes, bévues et boulettes compte vingt-et-une planches sur quarante-trois se déroulant à l'extérieur. Franquin est un perfectionniste : il veut dessiner un monde qui se rapproche le plus possible de la réalité. Ainsi, quand la planche 726 se déroule dans une poissonnerie, l'auteur décide d'aller prendre comme modèle une poissonnerie au sud de Bruxelles. Armé de son crayon et de son carnet, il dessine l'étalage, assis dans le fond de la boutique, sous les yeux du poissonnier flamand qui ne parle pas bien le français et qui n'a pas compris le but de l'opération.
Par ailleurs, les amis de Gaston prennent de plus en plus d'importance dans l'histoire. C'est ainsi que Jules-de-chez-Smith-en-face, apparu depuis longtemps dans la série, devient un personnage principal. Quant à Bertrand Labévue, il apparaît un jour, le temps d'une demi-planche, pour remplacer Gaston qui ne peut pas venir au bureau. Évidemment, il ne lui faut pas longtemps pour renverser une bouteille d'encre de Chine sur Fantasio. Par la suite, il a un rôle mineur, celui de profiter des talents de bricoleur de Gaston, comme le jour où ce dernier lui construit une boite aux lettres aspirante. Mais c'est dans l'album no 11 qu'il remplit un véritable rôle, en formant avec Jules et Gaston Le Gang des Gaffeurs. Contrairement à Jules, Franquin attribue un caractère précis à Bertrand, en faisant du personnage un éternel déprimé, au point que l'auteur dit qu'il est une des facettes de sa personnalité.
Gaston s'évade aussi de la rédaction en rêvant : en pleine mer, un paquebot fait naufrage ; parmi les passagers Mademoiselle Jeanne et Gaston ; ce dernier, après avoir affronté un banc de requins avec une lime à ongle, dompte l'un d'entre eux pour échouer avec sa belle sur une île déserte, tous deux se voyant déjà comme les « Robinsons de l'amour ». Malheureusement, Prunelle, cherchant les contrats ou amenant un sac de courrier en retard, le fait brutalement revenir à la réalité. Désormais, Gaston ne cache plus son amour pour sa collègue et leur relation est devenue beaucoup plus explicite. À présent, Franquin dessine Jeanne beaucoup moins laide, voire carrément sexy : quand elle sort de l'eau, elle est même « appétissante », selon l'auteur.

### La fin des publications régulières

#### Gaston sur le déclin
L'album Le Gang des gaffeurs est le dernier à être publié de manière régulière — depuis 1965 un album de Gaston sort chaque année. Le ralentissement amorcé en 1974 s'explique par les différents projets de Franquin pendant cette période. Le Trombone illustré — supplément pirate du Journal de Spirou fabriqué dans la cave de la rédaction et animé par Franquin — lui permet d'exprimer sa désapprobation par rapport au contenu du journal de l'époque. Et cette critique peut s'avérer très violente : c'est ainsi que, dans le gag 827, il n'hésite pas à dessiner un avion miniature allemand de la Seconde Guerre mondiale, monté par Gaston, qui bombarde le bureau du rédacteur en chef, incarné par Prunelle. Par ce gag, Franquin exprime toute son hostilité vis-à-vis de la rubrique « Mister Kit », consacrée aux maquettes, laquelle, sous la pression des lecteurs, présente le plus souvent des engins militaires allemands.
Au cours de cette période, Franquin prend des libertés avec le rythme de parution. Par réaction, le rédacteur en chef de l'époque trouve une solution pour faire paraître infailliblement un gag de Gaston chaque semaine : lorsque Franquin ne livre aucune planche, un gag ancien réapparaît dans le journal sous le titre Le coin des classiques. Comme Franquin déteste voir d'« anciens trucs », « parce que le dessin a vieilli », il s'efforce de fournir une nouvelle planche pour chaque numéro du magazine. Des libertés, Franquin en prend aussi sur le format des gags : c'est ainsi que le gag « en demi-planche » ou « en strip » fait son retour, mais également le gag en un seul dessin.
Cependant, Franquin reprend du poil de la bête à la suite d'un festival de bande dessinée d'Angoulême où il rencontre des élèves de onze à quatorze ans. Ils dessinent ensemble et, très vite, évoquent des gags vieux de dix ou quinze ans, qui les amusent toujours. Après cet échange encourageant, Franquin revient d'Angoulême avec une nouvelle motivation : faire plaisir aux lecteurs et sortir au moins un quatorzième album.

#### Gaston engagé politiquement

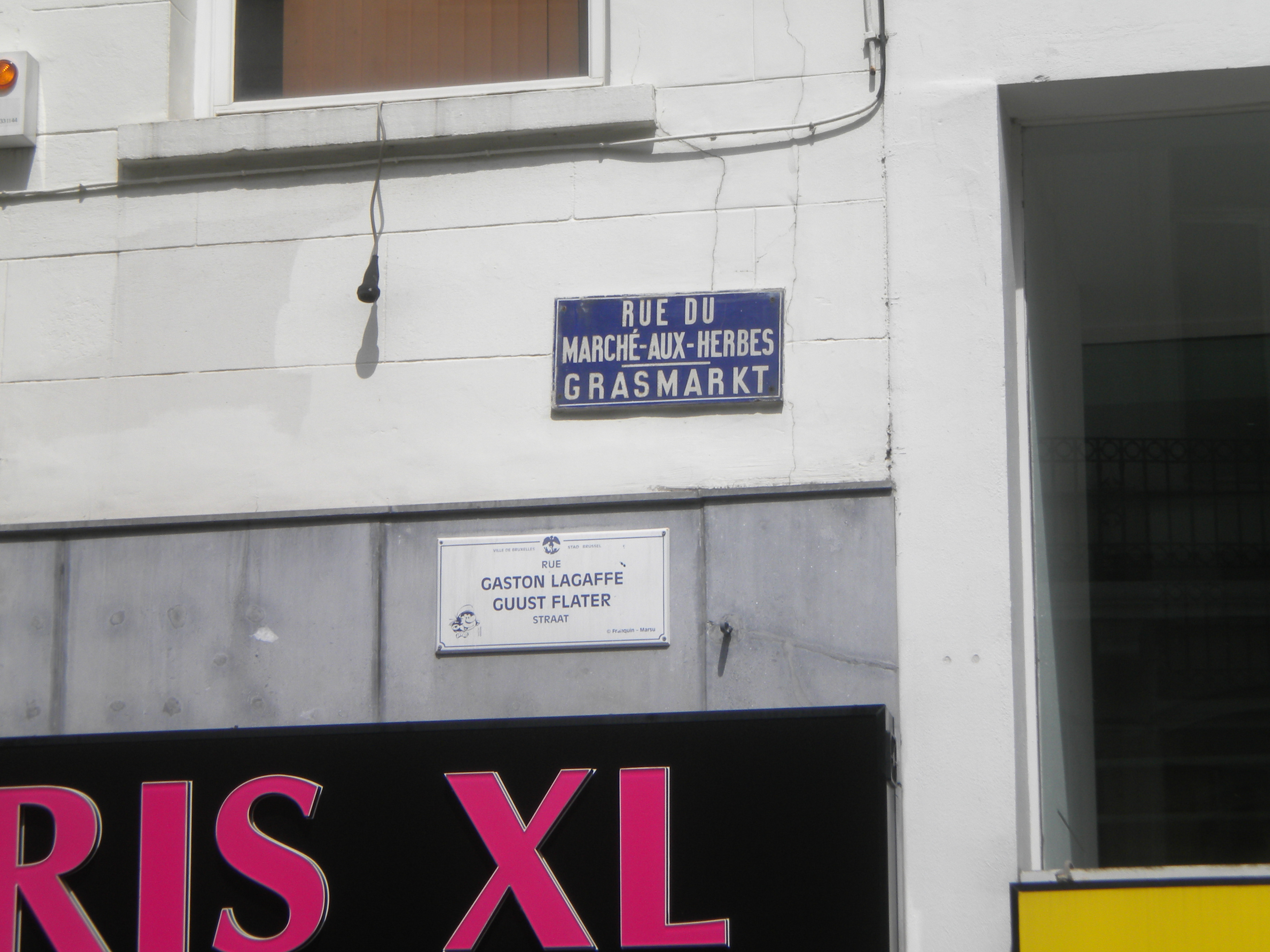
Rue Gaston Lagaffe à Bruxelles.

Franquin avait une véritable haine pour les parcmètres ; il ne supportait pas qu'en ville, où les trottoirs sont très étroits, soient placés ces appareils qui en plus de prendre une grande place sont là pour soutirer de l'argent. Franquin exprime son mépris de ces appareils à travers Gaston, qui va soit éviter de payer, soit ridiculiser ou détruire les parcmètres, à la grande colère de l'agent Longtarin. Plus d'une quinzaine de gags de l'album 14 sont consacrés à cette guerre.
Le journal Spirou suit le mouvement : le numéro 2169 du 8 novembre 1979 annonce la mobilisation générale, des autocollants « T'as payé pour rouler, maintenant paie pour t'arrêter... » sont offerts, les lecteurs sont invités à photographier des parcmètres déguisés en œufs de Pâques et un parcmètre est promis en cadeau à l'auteur de la photo la plus drôle, un gag dans Boule et Bill et dans Germain et nous... porte aussi sur le sujet. Les semaines suivantes, la lutte continue avec des gags de Gaston en couverture du journal avant de retomber jusqu'au numéro 2177 où une trêve de Noël est annoncée. C'est en fait la dernière annonce de la guerre des parcmètres dans Spirou.
Cette lutte montre une nouvelle dimension de Gaston, celui de l'engagement sur une certaine vision du monde. Dans quelques gags précédents, Gaston avait montré ses idées écologistes et pacifistes en s'en prenant à des chasseurs et des militaires, mais désormais il passe à l'activisme politique. Ainsi dans le gag 866, il participe à une manifestation contre les armements, et dans le gag 870 à une manifestation écologiste. Dans le gag 890 sur deux pages, il part (oniriquement) en guerre contre les chasseurs de baleine, qu'il bombarde à l'aide d'une bombe composée d'une super-colle. Le même équipage de baleinier sera mis en échec dans le gag où Greenpeace engage Gaston pour éloigner les baleines à l'aide de son gaffophone. Ce militantisme en faveur des baleines reflète l'opinion de Franquin, qui trouvait les baleines magnifiques et ne supportait pas qu'on les massacre. L'organisation Greenpeace utilisa Gaston pour mettre en lumière ses propres actions de sauvegarde. Plus tard, ce fut pour les organisations UNICEF et Amnesty International que Franquin dessina une planche de Gaston (inédite en album jusqu'à Gaston 19).

#### La fin de carrière
Les lecteurs durent attendre quinze ans avant de voir un nouvel album de Gaston : le numéro 15, Gaffe à Lagaffe !, sort en décembre 1996, sous le label Marsu Productions qui a racheté les droits de Gaston auprès de Franquin. C'est le dernier triomphe de Franquin, qui s'éteint le 5 janvier 1997 à l'âge de 73 ans. Il avait déjà abandonné la production régulière de Gaston, la dernière planche inédite dans Spirou étant parue le 25 juin 1991 dans le numéro 2776. Franquin se contente de tenter de dessiner une planche de temps en temps. Longtemps, le dessinateur a eu le désir d'atteindre le millième gag de Gaston ; mais à la sortie de l'album, il doit admettre qu'il n'atteindra probablement jamais ce chiffre.
En 1996, André Franquin explique cette longue absence par le projet Les Tifous pour lequel il s'est beaucoup investi pendant trois ans et qui lui a fait perdre le rythme de Gaston. Il déclare notamment à ce sujet : « Je le regrette. Dans ma carrière, ce fut une erreur. Par la suite, j'ai repris un petit peu. J'ai trouvé plusieurs gags que je n'ai pas terminés. Je trouve encore des gags. L'instinct de faire une planche, de la concevoir, est toujours là. Mais plus le rythme. Cela dit, je suis très content de voir paraître dans Gaffe à Lagaffe les dernières planches que j'ai réalisées à ce jour. »
Peu après la mort de l'auteur, à l'occasion des quarante ans de Gaston, les éditions Dupuis publient une édition dite définitive de dix-huit albums. Il s'agit d'une réédition destinée à remplacer la collection originale, afin de mettre de l'ordre dans les planches de la série (voir plus bas, notamment la question de l'album no 5). Deux ans plus tard, une surprise s'affiche aux devantures des librairies : un nouvel album de Gaston. Il est constitué d'inédits, du Bal à Gaston et de planches publicitaires publiés avec l'accord de Liliane Franquin, l'épouse du maître. En 2013, cette série ressort avec chacun un titre et une couverture, remplaçant le gag d'aperçu en demi-planche.
En 2018, Dupuis décide de publier une nouvelle série Gaston remastérisé, triée par planche selon l'ordre de parution dans le journal, et augmentée de planches inédites non parues en album. Cette série se compose de vingt-deux tomes (de 0 à 21). Toutefois, il existe un décalage entre les couvertures et le contenu par rapport aux albums de la première série et certains gags sont décalés dans d'autres albums. Entretemps, l'univers de la rédaction du journal Spirou avec les différents personnages présents dans Gaston apparaissent à partir de l'album La Colère du Marsupilami de la série Spirou et Fantasio.

### Reprise contestée de la série par Delaf

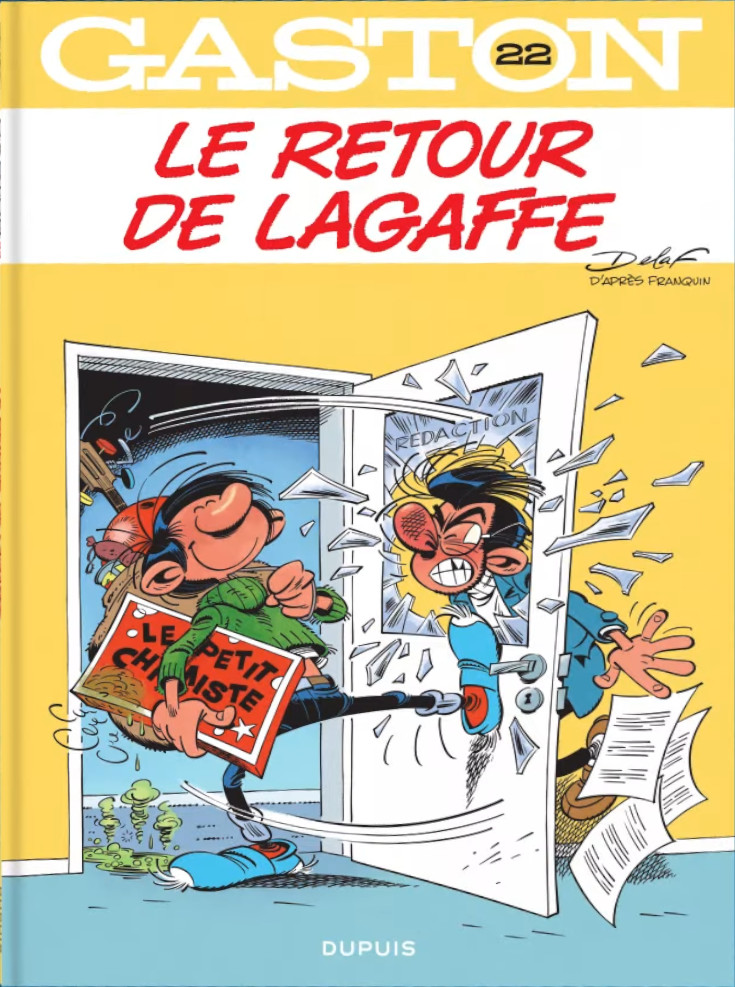
Couverture du nouvel album de Gaston dessiné par Delaf.

Le 17 mars 2022, en marge du Festival d'Angoulême, les éditions Dupuis annoncent au cours d'une conférence de presse donnée en direct sur YouTube la publication après trente ans d'absence  d'un nouvel album de 44 pages des aventures de Gaston pour octobre de la même année avec un tirage de 1,2 million d'exemplaires, son premier gag devant être prépublié dans le Journal de Spirou « dès le 6 avril ».
Cette reprise est due à l'auteur et dessinateur québécois Delaf qui avait déjà créé de nouveaux gags du héros en espadrilles, notamment dans un recueil de BD collectif consacré aux héros célèbres du Journal de Spirou publié en 2013 par les éditions Dupuis, La Galerie des illustres,,, mais également dans La Galerie des gaffes, un autre album collectif publié en 2017 par Dupuis pour les soixante ans de la BD Gaston,.
Ces contributions sont remarquées et Dupuis sollicite Delaf en 2017 pour dessiner un nouvel album de Gaston. Il faudra un an au dessinateur pour dire oui —  il commence à travailler sur le projet de reprise dès 2018 — et quatre ans pour réaliser l'album en mettant au point une technique qui consiste à taguer numériquement chaque case des 900 gags publiés par Franquin. Des mots-clés par centaines, désignant des attitudes (Gaston sous toutes les faces, De Mesmaeker piquant une grosse colère…), ou encore du mobilier tel que des fauteuils, des tables ou des chaises, l'aideront à créer son univers.
Isabelle Franquin, fille et ayant droit d'André Franquin, avait pourtant déjà fait savoir à l'éditeur, qui lui avait présenté le projet en décembre 2021, qu'elle s'opposait « par principe » à cette reprise : « Mon père ne voulait pas que Gaston existe après lui. C’était implicite. Ni moi ni mes enfants ne nous souvenons de l’avoir entendu dire le contraire. » En 1986, dans une interview pour le fanzine liégeois Saucysson Magazine, André Franquin s'opposait également à la reprise de sa série, bien que le directeur éditorial de Dupuis, Stéphane Beaujean, assure que la position de Franquin à ce sujet a ensuite évolué.
À la suite de la conférence de presse de Dupuis, et outrés par ce que beaucoup considèrent comme un « sacrilège pur et simple », de nombreux auteurs de bande dessinée — dont François Boucq, Frank Le Gall, Eric Maltaite, Zep, Philippe Geluck, Caza, Étienne Davodeau, Benoît Peeters, Jean-Christophe Menu, Dany, ou encore Thierry Van Hasselt — signent sur Internet une lettre ouverte à Média-Participations, la maison-mère de Dupuis, qui compte déjà plus de huit cents signatures.
Bien que Franquin ait cédé en 1992 tous les droits associés à son personnage à la société Marsu Productions, droits que Dupuis, aujourd'hui détentrice de cette dernière, a rachetés en 2013, Isabelle Franquin, saisit le 25 mars 2022 le juge des référés du tribunal de première instance de Bruxelles pour s'opposer à la diffusion, la prépublication et la promotion de cette reprise qui s'est effectuée sans son accord et qu'elle considère comme un plagiat, compte tenu des techniques numériques utilisées par Delaf citées plus haut,. Dans le contrat signé à Marsu Productions, affirme-t-elle, bien décidée à faire usage du droit moral qu'elle détient sur l'œuvre de son père, une clause précise qu'« aucune adaptation [...] ne peut avoir lieu sans l’accord de l’auteur qui ne pourra le refuser que pour des motifs éthiques ou artistiques. Il en est de même pour toute création d’une œuvre nouvelle, ».
Alain Berenboom, l'avocat de Dupuis, assure quant à lui que « le principe même de faire un nouvel album n'est pas contraire au droit moral » parce qu'en cédant ses droits sur Gaston, Franquin a également signé une clause prévoyant la poursuite de ses aventures avec un autre auteur. À quoi Dupuis ajoute que le Gaston de Delaf est « tout à fait respectueux de l'œuvre d'André Franquin. [...] Nous avons respecté l’œuvre sur tous les plans. Gaston n’est pas devenu un affreux militaire dans cette suite, et le dessin de Delaf s’inscrit dans l’esthétique de son créateur ». Isabelle Franquin rétorque alors, opposée à cette opération éditoriale à 10 millions d'euros : « Toute œuvre a une fin. Celle-ci a été imprimée et reste le reflet de son époque. Qui oserait s’amuser à refaire des chansons des Beatles ? »
Le 6 avril 2022 paraît néanmoins en dernière page de Spirou une première planche du nouvel album de Gaston par Delaf, cette prépublication amplifiant encore l'imbroglio juridique,. Les avocats d'Isabelle Franquin déplorant la chose, Dupuis explique à l'AFP que l'hebdomadaire étant imprimé très en avance, la planche en question n'a pu être supprimée à temps du journal et ajoute : « Par souci d'apaisement, nous avons pris l'initiative de suspendre la suite de la prépublication en attendant la décision judiciaire. »
Le 16 mai 2022, en réponse à l'action en référé intentée par Isabelle Franquin, la justice ordonne la suspension de toute prépublication jusqu'en 2023. Selon le contrat de 1992 disposant que toute contestation doit être tranchée dans le cadre d'une procédure d'arbitrage entre les deux parties, seule la prépublication de Gaston dans le journal Spirou est concernée par la procédure en référé, tandis que l'arbitrage sur le fond (Dupuis a-t-il le droit de publier de nouveaux gags de Gaston?) aura lieu fin septembre 2022.
Dans la foulée, les éditions Dupuis décident de reporter la publication de l'album afin, selon leur avocat, « de préserver la qualité des relations avec Mme Franquin en attendant la décision judiciaire sur le fond qui devait initialement avoir lieu en septembre 2022 », mais également car elles ne peuvent prendre le risque d'en imprimer 1,2 million d'exemplaires sans être certains de gagner le procès qui leur est intenté. Dans un communiqué, elles assurent par ailleurs chercher « une solution qui permette à l’œuvre de Franquin de continuer à vivre pour pérenniser l’héritage de ce génie de la bande dessinée ».
Reportée au 30 mai 2023, la procédure d'arbitrage prononcée à Bruxelles par maître Jean-Ferdinand Puyraimond et qui n'autorise aucun recours autorise finalement les éditions Dupuis à publier le nouvel album,, « à condition de solliciter l'approbation préalable d'Isabelle Franquin selon les formes prévues dans un contrat conclu entre parties en 2016 » précise l'arbitre de la procédure. « Le projet de Gaston par Delaf n'a pas été approuvé par Isabelle Franquin » et son droit moral « ressort intact » est-il souligné. « Son accord est indispensable pour toute nouvelle création, en ce compris sur le choix de l'auteur » mais « tout refus de sa part doit être justifié par des motifs éthiques ou artistiques ».

#### Les interprétations de l'arbitrage divergent
Le lendemain de l'arbitrage, Julie Durot, la directrice générale de Dupuis, s'empresse d'annoncer la sortie de l'album : « La décision arbitrale vient confirmer notre respect du contrat signé par André Franquin. [...] Dupuis a toujours eu la plus grande considération pour le travail et le droit moral de Franquin. [...] Les éditions Dupuis se réjouissent de pouvoir continuer à faire vivre le personnage légendaire de Gaston Lagaffe avec ce nouvel album dessiné et scénarisé par Delaf. »
Annonce aussitôt désavouée par les avocats d'Isabelle Franquin, Maîtres Katz et Berwette, qui apportent d'importantes nuances : « L'arbitre en conclut que le projet de Gaston par Delaf n’a pas été approuvé par Isabelle Franquin et qu’elle est toujours en droit de faire valoir ses observations sous l’angle éthique ou artistique. » Dupuis avait l'autorisation de publier de nouvelles aventures de Gaston, mais à la condition de prévenir la fille de Franquin de l'avancée de chaque projet au moins tous les six mois afin qu'elle puisse demander la révision de certains éléments en se basant sur des arguments « éthiques et artistiques », tandis qu'à la fin de chaque projet, elle devait bénéficier d'un délai pour approuver celui-ci. Ils estiment que Dupuis n'a pas respecté ces conditions, l'éditeur ayant caché durant cinq ans le projet de reprise de Gaston alors que ce dernier a démarré en 2017 : « Isabelle Franquin n’a reçu des planches qu’en décembre 2021. Certaines avaient des notes, d’autres étaient du crayonné » ont-ils affirmé le lendemain de l'arbitrage. Ils confirment également que toute action reste possible en cas de publication de l'album sans l'accord préalable de la fille de Franquin, ne rejetant pas la possibilité d'une nouvelle action en référé, comme ce fut déjà le cas en mai 2022.

#### Publication de l'album
En août 2023, les éditions Dupuis confirment la sortie du nouvel album pour le 22 novembre. Isabelle Franquin aura cependant accès aux « planches définitives » avant la publication. Par ailleurs, une première planche est publiée dans le numéro de Spirou du 23 août 2023.

## Les personnages

### Gaston Lagaffe

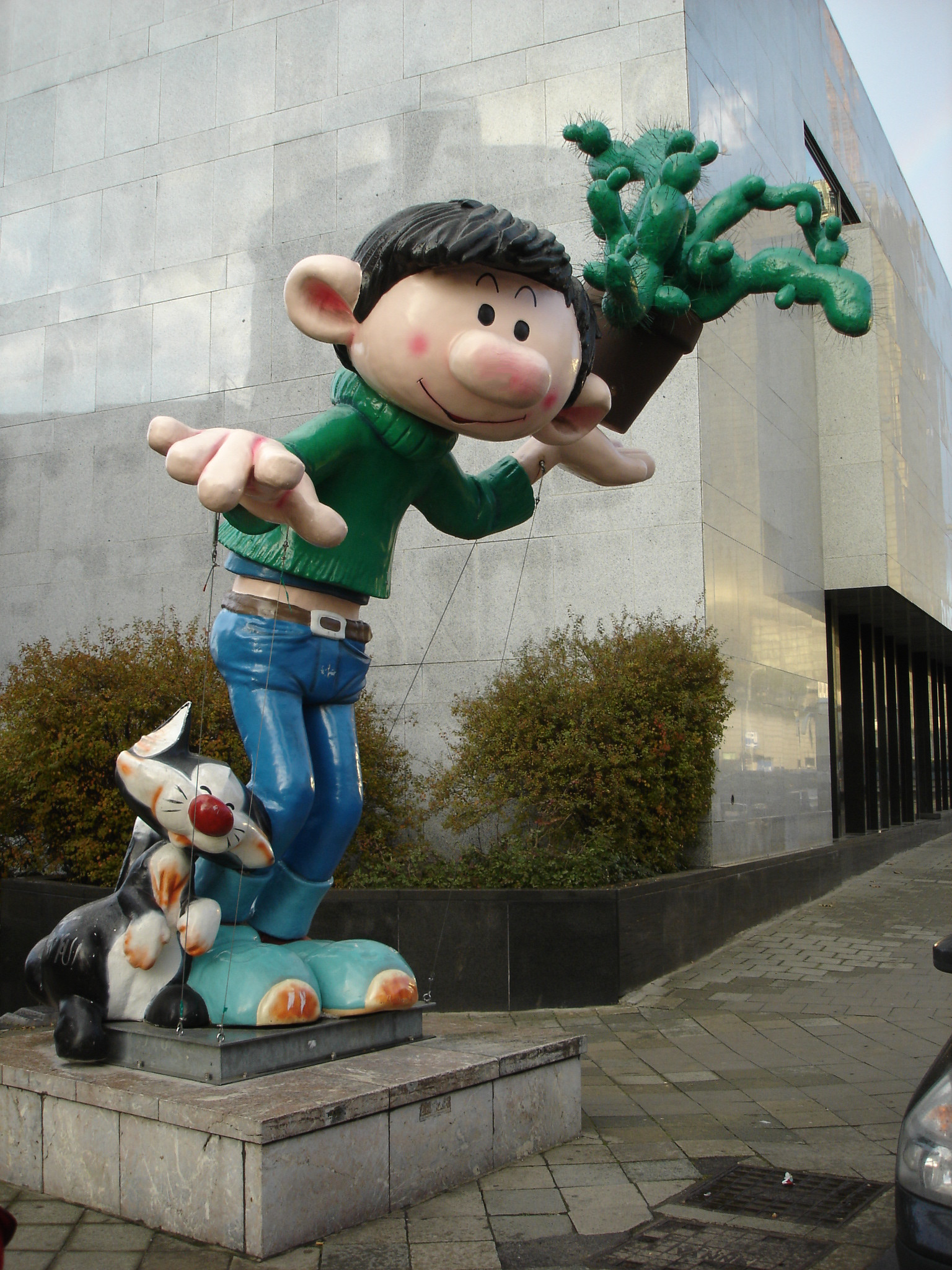
Statue de Gaston Lagaffe et de son chat à Bruxelles, Belgique.

Gaston Lagaffe est engagé comme garçon de bureau à la rédaction de Spirou. Il est à la fois inventeur, chimiste, bricoleur, musicien et cuisinier. Sa principale occupation est pourtant la sieste, en raison de sa très grande paresse.
Gaston est aussi un grand ami de la nature : il possède plusieurs animaux et plantes en tout genre (chat, mouette rieuse, souris, poisson rouge, son hérisson appelé Kissifrott, un grand cactus). C'est enfin un anti-parcmètre qui le conduira à mener la guerre des parcmètres.

### La rédaction de Spirou
La rédaction du Journal de Spirou, qui présente la série, est entièrement née de l'esprit de Franquin. Elle ne repose sur rien de réel. Franquin passait d'ailleurs rarement à la rédaction du journal et il regrettera plus tard de ne pas avoir fait une satire de la véritable rédaction du journal. La rédaction se situe entre la Belgique et la France. Les éditions Dupuis qui souhaitaient toucher un public français avaient demandé à Franquin de dessiner une ville française, Franquin quant à lui préférait une ville belge ce qui explique que la ville de la rédaction ressemble à un peu des deux pays. L'immeuble de la rédaction est organisé en six étages, plus le rez-de-chaussée et les caves ainsi qu'un grenier de belle taille.
Gaston est d'abord subordonné à Fantasio, qui tente de le faire travailler sans succès et est la victime récurrente de ses gaffes. Plus tard dans la série, Fantasio sera remplacé par Léon Prunelle qui tiendra sensiblement le même rôle. Mais Gaston a de nombreux autres collègues : Lebrac le dessinateur, Mademoiselle Jeanne la secrétaire dont il est épris…

### Le gang des gaffeurs
Gaston a une bande de copains (Jules, Bertrand, Manu, Lapoire...) qui se nomme Le gang des gaffeurs. Ensemble, ils font les quatre cents coups (« Non, pas quatre cents, SIX CENTS ! »). Ils forment également plusieurs groupes de musique : 
- Les Moon Module Mecs, groupe où joue le premier gaffophone électrique[60] ;
- Les Rois des Sons qui tente de se spécialiser dans les sonorités nouvelles[61] ;
- Un orchestre qui joue des bulles de savon où se trouvent enfermés les notes de musique[62].

Ils se réunissent souvent pour inventer des tas de jeux loufoques, comme du tennis avec des poubelles à pédale, ou inventer de nouvelles formes de jokari comme le jokari avec élastique et super-balle, surnommé par Prunelle le JSV (Jokari Sans Visibilité). Ensemble ils mènent aussi la guerre des parcmètres contre l'agent de police Longtarin.

### Les «victimes»
Les gaffes de Gaston font, involontairement de la part de ce dernier, des « victimes » récurrentes : Prunelle et M. De Mesmaeker qui ne parviennent pas à signer les fameux « contrats », les collègues de bureau gênés dans leur travail, les pompiers, concierge et femme de ménage qui doivent réparer les dégâts… Mais Gaston s'en prend aussi volontairement à l'agent Longtarin, policier zélé qui surveille les parcmètres que Gaston a en horreur.

## Les albums

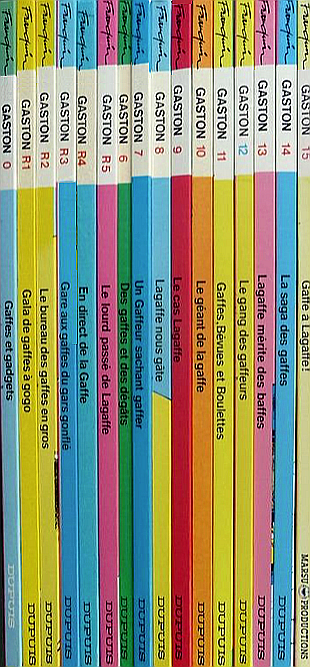
Dos des bandes dessinées de la collection Gaston (dos carrés).

Les albums de Gaston Lagaffe sont très particuliers. En effet, quinze albums principaux ont été édités entre 1963 et 1996, et en 1997 a eu lieu une réédition complète, en dix-neuf albums, de tous les gags parus dans le journal de Spirou, classés par ordre chronologique. En 2006, les albums EO sont réédités par les éditions Dupuis et Marsu Productions.
En 2018, une nouvelle série regroupant l'intégralité des gags de Gaston est publiée en 21 albums accompagnés du tome 0 (soit un total de 22 albums).
Il existe aussi de nombreux hors-séries (albums pirates, parodies de Gaston Lagaffe ou encore albums commémoratifs) et albums publicitaires.

### La légende du numéro 5
La première édition des albums de 1 à 5 était en petit format. C'est à partir du numéro 6 que le format A4 fut adopté. Des albums A4 reprenant les gags des albums 1 à 5 parurent ensuite, avec des numéros commençant par R comme « rétrospective » ou « réédition », si bien que le numéro R1 est paru après le numéro 2 original. Comme le matériel présent dans les cinq albums petit format était insuffisant, il fallut compléter par des inédits et des gags en texte pour publier quatre albums, et il n'existait pas de recueil R5, laissant un trou dans la collection. Ce fut la base de diverses spéculations et de nombreux gags, ainsi que d'une page explicative présentée par Prunelle dans l'édition originale de Lagaffe mérite des baffes expliquant qu'il n'y aura jamais de Gaston no 5. Même quand un album fut consacré à la genèse du personnage (reprenant des textes et dessins parus uniquement dans le journal Spirou ainsi que dans le tout premier mini-album de la série, intitulé Gaston et qui ne portait pas de numéro), il fut numéroté 0 et non 5 ou R5.
Cette légende du no 5 a même été la source d'une histoire de Spirou et Fantasio par Tome et Janry (Vilain faussaire !) présente dans l'album La Jeunesse de Spirou, où l'on voit un trafiquant tentant de vendre aux collectionneurs un faux numéro 5 de Gaston. Le titre du faux no 5 dans l'histoire est Lagaffe plein le paf.
À cause de ce trou, l'album parodique Baston Labaffe est numéroté 5 (Baston Labaffe no 5 : La Ballade des baffes). Il comprend une page explicative parodiant celle de Gaston, expliquant « qu'il n'y aura jamais de Baston no 1, 2, 3, 4 et 6 ».
Cependant, en 1986, les éditions Dupuis ont publié Le Lourd Passé de Lagaffe, un album de gags de Gaston jusque-là jamais recueillis en album. À ce moment-là, le problème s'inverse : le journal de Spirou doit régulièrement expliquer aux lecteurs que l'album est authentique, malgré les nombreux avertissements « il n'existe pas de Gaston no 5 » qu'ils trouvent dans les anciennes éditions.
En 1997, La nouvelle collection d'albums, employant simplement des numéros, comprend un numéro 5 sans qu'aucun gag n'ait été fait à son sujet. Ce ne sera pas plus le cas pour les éditions suivantes.

### La collection originale

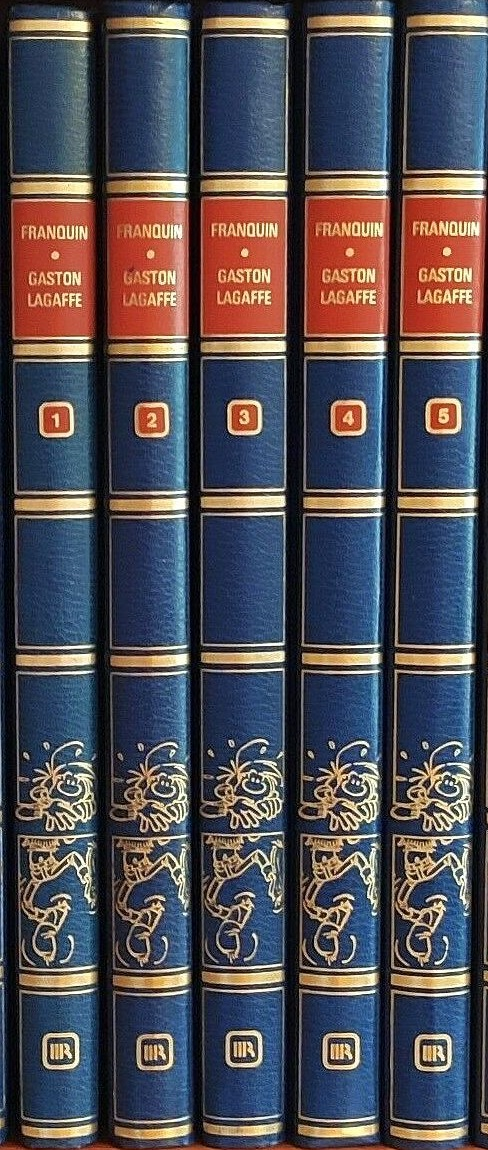
Gaston chez Rombaldi.

Les six premiers albums (première série, no 0 à no 5, 1960-1967) sont au format « à l'italienne ». À partir de 1970, les albums à l'italienne sont remplacés par des rééditions.
La deuxième série se compose d'une réédition des albums de la première série (albums R1 à R5, 1970-1986), ainsi que des albums originaux nos 6 à 15 (1996).
La troisième série est une réédition en 18 tomes des albums précédents, auxquels s'ajoute un album no 19 inédit. Elle est publiée par Marsu Productions entre 1997 et 1999. Cette série est ressortie en 2013 avec un titre et une couverture, remplaçant la demi-planche d'aperçu.
La collection complète et originale de Gaston, c'est-à-dire sans tenir compte des rééditions ou réorganisations postérieures, se compose ainsi :
- Les six albums de la première série, du no 0 au no 5 (1960-1967) ;
- Les albums nos 6 à 15 de la deuxième série (1968-1996) ;
- Le tome 19 inédit, paru aux éditions Marsu Productions après le décès de Franquin.

Toutefois, cette collection devient obsolète en 2018 avec la publication de la nouvelle série composée de 22 albums allant du tome 0 (Les Archives de Lagaffe) — comportant les premiers dessins de Gaston avant le premier gag en planche qui apparait dans le tome 1 (Premières gaffes) — au tome 21 (Ultimes bévues). En effet, ici, les planches sont toutes remastérisées et triées selon l'ordre de parution dans le journal (et non selon les albums des autres séries), accompagnées d'inédits. Par exemple, le gag 13 (provenant du tome 19 des autres séries et non du 1) est présent entre les gags 12 et 14 de l'album Premières gaffes.

### La fabrication d'une planche
- La première étape est le crayonné, il permet de mettre en place les personnages et les principaux éléments du décor dans la case. En cas d'hésitation sur l'attitude ou l'expression d'un personnage, Franquin peut faire des dessins préparatoires sur une feuille blanche.
- Les textes sont placés, et des portées sont dessinées afin d'empêcher que les textes soient écrits de travers.
- Seconde étape du crayonné : après la mise en place des personnages et des décors, il est poussé plus loin. Les décors sont redessinés généralement avec l'aide de documentation. Franquin en profite pour placer une expression qu'il trouve rigolote aux personnages afin de ne pas l'oublier plus tard.
- La mise à l'encre : Franquin en profite pour dessiner une nouvelle fois sa planche.
- La mise au propre avec une gomme : effaçage de tous les défauts. Franquin peut parfois gouacher une petite tache ou un trait en trop. Il peut parfois enlever un personnage à l'aide d'une lame de rasoir et le redessiner, seulement évidemment si le papier le permet.
- La mise en couleur : Franquin pose sur sa planche un film lisse d'un côté et mat de l'autre. Avec des crayons de couleurs il colorie sur le côté mat du film. Il envoie ensuite le tout à Vittorio Leonardo, créateur du Studio Leonardo et coloriste des Éditions Dupuis, qui reproduit les couleurs au format de parution[66].

Le matériel de Franquin :
- papier Shoellers fin grain ;
- porte-mine + mine graphite HB ;
- gomme caoutchouc ;
- plume à dessin ou pinceau ;
- encre de Chine ;
- lame de rasoir neuve.

## Succès et postérité
La série fait partie des cent livres du siècle préférés des français.

### Le Gaston des autres en BD
Dans le no 2560 du Journal de Spirou — numéro spécial publié à l'occasion de la sortie du Journal de Gaston —, paraissent cinq planches se déroulant dans l'univers de Gaston et attribuées à Lebrac. Dans ce numéro se trouvent aussi des séries comme Les gaffes des autres ainsi que plusieurs articles rédactionnels sur Gaston.

#### Parodie et pastiche
Dans les numéros parus aux alentours du premier avril 1965, les journaux Tintin et Spirou s'échangent des poissons d'avril, la première page de Spirou représentant Gil Jourdan, Libellule et Crouton poursuivis par une voiture remplie de héros du journal Tintin, tandis que la première page de Tintin est à demi occupée par un gag de « Tonton Lagace », une parodie de Gaston.
En 1980, dans un album de Roger Brunel publié chez Glénat, appelé simplement Pastiches 1, mettant en scène plusieurs héros de bande dessinée traditionnelle, Gaston est le seul à bénéficier de deux planches nommées Gafton Lagasse ; ces deux pastiches ont une orientation sexuelle. En 1989, dans l'album Pastiches 5, du même auteur — qui contient cette fois une histoire de 44 planches où interviennent beaucoup de héros de bande dessinée traditionnelle —, Gaston fait une apparition dans la planche no 1. Il est aussi parodié dans l'album Parodies 3 : vingt ans après, qui met en scène les héros de bande dessinée plus âgés de vingt ans. La parodie de Gaston, nommé Othon Lagraffe, est signée Serge Carrère et Arleston. Gaston est aussi parodié par Al Voss dans son album Parodies qui regroupe toutes les parodies publiées dans le magazine Métal hurlant. Un album collectif Baston Labaffe n°5 : La Ballade des baffes est également publié (il va de soi que seul le tome 5 existe).

#### Sacarino
Francisco Ibañez, auteur de bande dessinée espagnol, créateur notamment de la série Mortadelo y Filemón, crée dans les années 1970 un personnage en partie inspiré de Gaston. Nommé Sacarino, il est habillé en groom (comme Spirou), son visage est une copie conforme de celui de Gaston (à la différence que Sacarino est chauve). Comme Gaston, il commet des gaffes dans un bureau, comme Gaston, il a un chat, comme Gaston, il ne fait que manger. Les gags sont les mêmes que ceux de Franquin (expédition d'un fromage de chèvre à New York, Sacarino latex, la boule de bowling, le bilboquet, la guerre des boites de conserves...). La différence entre Gaston et Sacarino est la violence des gags de ce dernier qui rappelle plus le cartoon que la véritable bande dessinée franco-belge. Ce plagiat s'explique en partie par le fait que dans l'Espagne des années 1970 la plupart des séries de bande dessinée franco-belge sont inconnues : Gaston n'est traduit que plus tard.
Dans sa série phare Mortadelo y Filemón, Francisco Ibañez copie aussi un gag de Gaston : le gag no 215 est ainsi quasiment le même que la planche parue dans la revue Pulgarcito le 27 janvier 1964.

#### Gastoon
Le 26 août 2011, Marsu Productions, propriétaire des droits sur Gaston Lagaffe, lance les aventures de Gastoon, neveu de Gaston. Réalisée par Jean Léturgie, Yann et Simon Léturgie, la série provoque une polémique chez les fans de Gaston, avant même sa sortie. Isabelle Franquin, la fille d'André Franquin, entre en conflit avec Marsu Productions pour s'opposer à ce spin-off. Le litige est réglé à l'amiable, sans passer par les tribunaux, selon Claude Katz, avocat d'Isabelle Franquin.

#### Hommages et clins d'œil
Gaston Lagaffe est un personnage très populaire qui fait plusieurs apparitions dans des bandes dessinées d'autres auteurs.
- Dans L'Orgue du diable, le second tome des aventures de Yoko Tsuno, initialement publié dans Spirou en 1972, lorsque Yoko teste pour la première fois l'orgue qui donne son nom à l'épisode, le bruit provoque l'effondrement d'un mur et Pol, l'ami de Yoko, s'exclame « C'est pas un orgue, c'est un gaffophone ! »[79]
- Dans le magazine Métal hurlant, il fait une courte apparition dans une planche publicitaire de Chaland pour l'émission de télévision Les enfants du rock, diffusée à l'époque sur Antenne 2[80].
- Gaston fait une apparition dans la série Germain et nous… de Frédéric Jannin, publiée en juin 1983 dans le Spirou+ no 6[81].
- Il apparaît en 1979 dans la bande dessinée spéciale pour les vingt ans de Boule et Bill : « Bill a disparu ». Cette bande dessinée collective, commencée et terminée par Roba, contient 44 planches de différents auteurs du Journal de Spirou, qui se la sont transmise de mains en mains.
- Gaston est dessiné par Jijé dans les planches de Jerry Spring[82].
- François Walthéry rend hommage à Gaston en le dessinant en agent de police chargé d'archiver les contraventions dans Atoll 66, le tome 20 des aventures de Natacha (2007).
- Gaston apparaît dans l'album Achille Talon a un gros nez, le tome 30 des aventures d'Achille Talon par Michel Greg (planche C'est Parti - parmi une masse de journalistes, d'un des personnages cachés par la foule émane un phylactère partiellement visible au sein duquel son auteur se présente comme "Lagaffe, du [...]nal de [...]irou").
- Gaston apparaît aussi dans le tome 16 des 4 As, Les 4 As et le vaisseau fantôme, de Francois Craenhals et George Chaulet, en page 15, dans une embarcation originale et ingénieuse..., pour participer à la Grande Course Transatlantique.
- Dans une histoire courte de Buck Danny, Une incroyable histoire, en deux pages, publiée pour la première fois dans le journal Spirou no 1648 le 13 novembre 1969, Buck Danny, occupé, est remplacé par Gaston aux commandes d'un avion de chasse.

### Adaptations

#### Cinéma
En 1981, la bande dessinée est adaptée dans un film live français intitulé Fais gaffe à la gaffe !, réalisé par Paul Boujenah, avec Roger Miremont dans le rôle de Gaston Lagaffe et Lorraine Bracco (Les Soprano). Le film est un échec critique et commercial. En 2018, il est une nouvelle fois adapté — cette fois officiellement, sous le nom Gaston Lagaffe — par Pierre-François Martin-Laval, avec Théo Fernandez dans le rôle titre.

#### Musique
En 1983, est publié Gaston Lagaffe, un livre-disque contenant deux chansons et vingt pages de bandes dessinées. Les chansons de Gaston (Petite souris qui m'sourit et Ça casse tout le rock à Gaston) sont chantées par Henri Seroka.

#### Télévision
En 1989, sur RTL-TVI et Antenne 2 et au cours de l'émission Croque-Matin, est diffusée la série Merci Gaston !. Différents gags de Gaston y sont adaptés par des acteurs portant masques, costumes et prothèses pour ressembler le plus possible aux personnages originaux.

#### Adaptation animée
À partir du 19 décembre 2009, la série Gaston est diffusée sur France 3, en 78 épisodes, au format 7 minutes. Réalisée par les studios Normaal, cette adaptation est basée sur les dessins et les dialogues originaux de Franquin. Les dessins sont repris, puis animés, ce qui donne l'impression de voir la BD prendre vie. Chaque épisode est construit autour d'un même thème et regroupe environ cinq extraits de bande dessinée évoquant un domaine précis (chimie, boule de bowling, noix, animaux…).

#### Jeux vidéo
Sorti en 1987 sur Amstrad CPC, le jeu vidéo M'enfin est un cluedo dans l'univers de Gaston. Le joueur doit retrouver qui a détruit son gaffophone, où et comment, en se baladant dans la rédaction.

### Traductions des albums
Les albums de Gaston sont traduits dans plusieurs langues, dépassant parfois les frontières de l'Europe.

#### En langue étrangère
Les albums sont traduits et édités dans différents pays, soit par les éditions Dupuis (Croatie, Danemark, Espagne, Italie, Pays-Bas, Pologne, Portugal et Serbie), soit par d'autres éditeurs. Le personnage change de nom dans certaines langues.
- Allemagne : Gaston, sans nom de famille (Jo-Jo, dans les premières traductions) - Gaffophone = Gastophon

Entre 1968 et 1978, les planches de Gaston sont publiées dans les revues de Rolf Kauka. Gaston a tout d'abord pour nom Jo-Jo. Gaston fait aussi la couverture de ces revues et certains dessins ne sont pas de la main de Franquin.
Entre 1980 et 1983 les éditions Semic publient Gaston Lagaffe en huit volumes, avec une couverture souple et rose.
L'édition allemande de Gaston Lagaffe est assurée par Carlsen Comics. Publiée en dix-huit volumes, certaines des couvertures n'existent pas dans l'édition francophone.
- Danemark : Vakse Viggo

L'édition danoise existe en dix-huit albums : certaines couvertures sont les mêmes que l'édition en français, tandis que d'autres sont inédites. Comme dans l'édition francophone, les gags ne suivent pas l'ordre chronologique. En février 2007, pour les 50 ans de Gaston Lagaffe, une édition spéciale est publiée en sept albums.
- Espagne : Tomás Elgafe - Gaffophone = ?

Dans les années 1980, certains albums français sont traduits par les éditions Grijalbo Mondadori. En février 2006, les éditions Planeta d'Agostini traduisent les dix-neuf albums de Gaston de l'édition définitive en français, en changeant cependant les couvertures.
- Espéranto : Gastono Lafuŝo [89]

- États-Unis : Gomer Goof

Quelques planches sont traduites par Fantagraphics.
- Finlande : Niilo Pielinen

Les gags de Gaston sont publiés dans le journal de bandes dessinées finlandais Non Stop, puis réunis en album. La version finnoise est semblable à l'édition danoise.
- Grèce : Gaston

- Islande : Viggó Viðutan - Gaffophone = Steinaldarharpan

L'édition islandaise est semblable aux autres éditions scandinaves.
- Italie : Gaston

Il s'agit de la traduction en italien des éditions en français.
- Norvège : Viggo

Publiée en dix-huit volumes, l'édition nornégienne est semblable aux éditions en langue danoise et finnoise.
- Pays-Bas : Guust Flater - Gaffophone = Flaterfoon

L'édition néerlandaise est assurée par les éditions Dupuis et est identique à l'édition en français.
- Pologne : Gaston

L'édition polonaise est une traduction de l'édition définitive en français.
- Portugal : Gastão Dabronca (Gaston Lagaffe dans les premières éditions.) - Gaffophone = Encrencofone

La première édition de Gaston en portugais est une traduction de l'édition en français, son nom est alors Gaston Lagaffe. Dans la deuxième édition de Gaston Lagaffe, le nom a changé : il s'appelle désormais Gastão Dabronca.
- Suède : Gaston - Gaffophone = Elefantofon

L'édition suédoise est semblable aux autres éditions scandinaves. Une édition de poche fut publiée chez Carlsen Comics dont le contenu est semblable à l'édition française.
- Serbie : Гаша шепртља (Gaša šeprtlja)

Plusieurs albums sont publiés en serbe. Sur la couverture, il est écrit Gaston, or dans la bande dessinée, le héros est appelé Gaša šeprtlja.
- Turquie : Chapchal Gazi (Şapşal Gazi)

#### Langues régionales
- Vosgien : taût pie d'èhhouôyes

- Alsacien : Gaston Bock

- Basque : Gaston Lagaffe

- Breton : Gaston Beiadeg

- Catalogne : Sergi Grapes

Dans les années 1980, les éditions Grijalbo Mondadori publient six albums de Gaston traduits de l'édition en français.
- Corse : Gastone Lagaffe

- Occitan : Gaston Cofa

- Savoyard : Gust Leniolu

- Wallon : Gaston Libiestreye

Après avoir édité un premier « Gaston » en breton, l'éditeur Yoran Embanner signe un contrat avec Dupuis afin de traduire l'album no 10 de la nouvelle collection en sept langues régionales : le wallon, l'alsacien, le basque, le breton, le corse, l'occitan et le savoyard.
L'album no 10 reprend des gags des albums Un gaffeur sachant gaffer, Lagaffe nous gâte et En direct de la gaffe. Il est édité à 4 000 exemplaires en wallon, à 1 500 exemplaires en corse et à 2 000 exemplaires dans les autres langues. La version wallonne, dont le traducteur est Yannick Bauthière, est la première BD éditée en Wallon unifié.